# Oulad El Garne
Oulad El Garne (franska: Oulad El Garne (CR), Oulad El Garne (Commune Rurale), arabiska: أولاد الشرقي) är en kommun i Marocko.   Den ligger i provinsen El Kelaâ des Sraghna och regionen Marrakech-Safi, i den norra delen av landet, 210 km söder om huvudstaden Rabat. Antalet invånare är 6 174.